# All the Right Friends
«All the Right Friends» es una canción del grupo norteamericano R.E.M.. Forma parte de la banda sonora de la película protagonizada por Tom Cruise, Vanilla Sky.
La canción aparece en su álbum recopilatorio In Time: The Best of R.E.M. 1988-2003.
Dado que la canción estaba prevista para ser incluida en su álbum de 1983 Murmur se añadió en su álbum recopilatorio de canciones con su antigua discográfica I.R.S. Records And I Feel Fine... The Best of the I.R.S. Years 1982-1987.